# Talus-Saint-Prix
Talus-Saint-Prix est une commune française, située dans le département de la Marne en région Grand Est. Elle fait partie de la région naturelle de la Brie champenoise.
Commune rurale, hors attraction des villes, Talus-Saint-Prix est membre de la communauté de communes des Paysages de la Champagne, à qui elle a transféré un certain nombre de compétences (notamment en matière d'eau et de déchets).
La paroisse de Saint-Prix remonte au moins au XIe siècle. La commune de Saint-Prix, créée à la Révolution française, prend le nom de Talus-Saint-Prix en 1900. Au dernier recensement de 2022, la commune comptait 105 habitants appelés Talusiens et Talusiennes.
L'économie locale est particulièrement tournée vers la viticulture. Le patrimoine architectural de la commune comprend notamment l'église Saint-Prix et l'ancienne abbaye Notre-Dame du Reclus, toutes les deux classées monument historique. Son patrimoine naturel comprend quant à lui deux zones naturelles d'intérêt écologique, faunistique et floristique : celle des « Marais de Saint-Gond » et celle des « étangs et bois de l'Homme Blanc et des Quatre Bornes ».

## Géographie

### Localisation

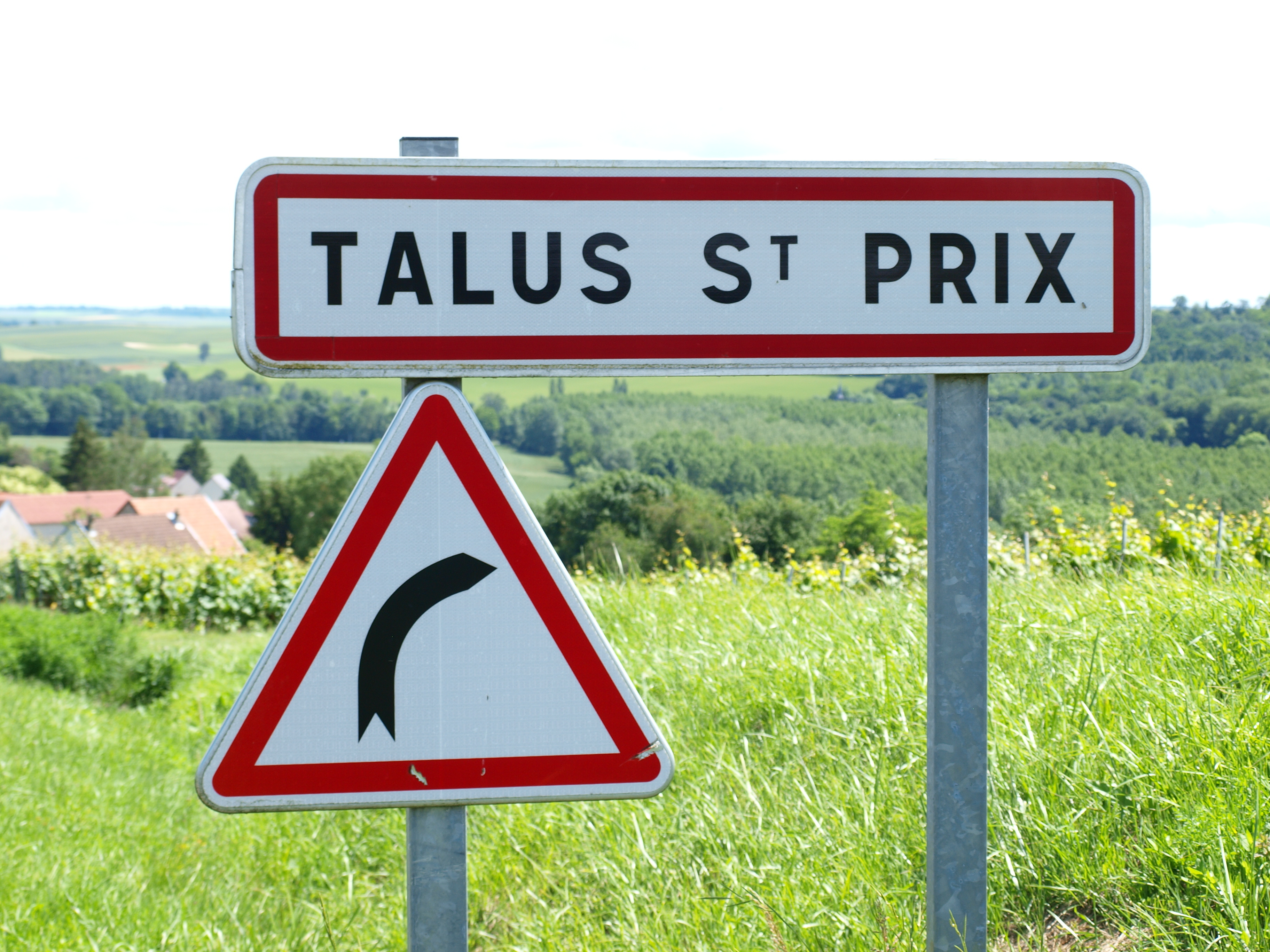
Panneau d'agglomération annonçant Talus-Saint-Prix, en contrebas.

Talus-Saint-Prix se trouve au sud-ouest du département de la Marne, en région Grand Est. La commune appartient à la région agricole de la Brie champenoise.
La commune de Talus-Saint-Prix s'étend sur une superficie de 620 hectares. Sur son territoire, l'altitude varie de 137 à 221 mètres. Talus-Saint-Prix se trouve dans la vallée du Petit Morin, qui traverse la commune d'est en ouest. Au nord, le plateau briard s'élève à plus de 200 mètres, jusqu'à atteindre 221 mètres. Le village de Talus se trouve au centre du territoire communal. Au sud du village, s'écoule le Petit Morin entourée des prairies du Marais du Reclus. Plus au sud, l'altitude s'élève à nouveau pour atteindre 200 mètres, au dessus de coteaux boisés. Au sud-est, à proximité des Marais de Saint-Gond, se trouve le hameau de Saint-Prix.
Par la route, Talus-Saint-Prix se situe à 50 km de Châlons-en-Champagne, préfecture, à 32 km d'Épernay, sous-préfecture, et à 36 km de Dormans, bureau centralisateur du canton de Dormans-Paysages de Champagne dont dépend Talus-Saint-Prix depuis 2015. La commune fait en outre partie du bassin de vie de Sézanne, commune distante de 14 km par la route.
Talus-Saint-Prix est limitrophe de 6 communes :
| Bannay         |                  | Baye        |
| Corfélix       | Talus-Saint-Prix | Villevenard |
| Soizy-aux-Bois | Oyes             |             |

### Hydrographie

#### Réseau hydrographique
La commune est dans la région hydrographique « la Seine de sa source au confluent de l'Oise (exclu) » au sein du bassin Seine-Normandie. Elle est drainée par le Petit Morin, le ru de Maurupt et divers bras du Petit Morin,.
Le Petit Morin, d'une longueur de 86 km, prend sa source dans la commune de Val-des-Marais et se jette dans la Marne à La Ferté-sous-Jouarre, après avoir traversé 29 communes. 
Deux plans d'eau complètent le réseau hydrographique : le Petit Morin (3,1 ha) et l'étang des Forges (0,6 ha),.

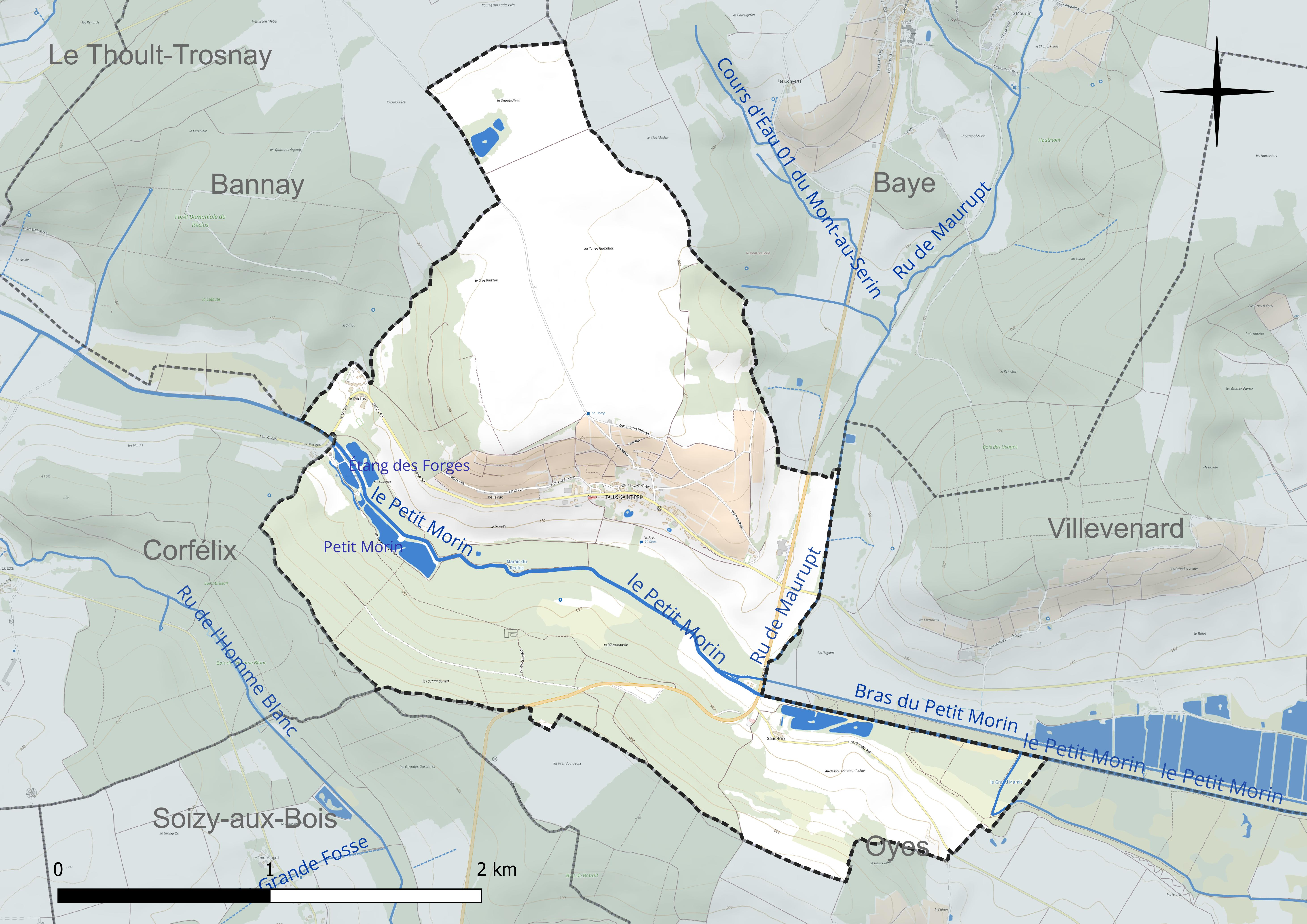
Réseau hydrographique de Talus-Saint-Prix.

#### Gestion et qualité des eaux
Le territoire communal est couvert par le schéma d'aménagement et de gestion des eaux (SAGE) « Petit et Grand Morin ». Ce document de planification concerne le territoire des bassins versants du Petit Morin (630 km2) et du Grand Morin (1 185 km2) et se répartit sur trois départements (la Marne, l'Aisne et la Seine-et-Marne). Il a été approuvé le 21 octobre 2016. La structure porteuse de l'élaboration et de la mise en œuvre est le Syndicat mixte d'aménagement et de gestion des eaux (SMAGE) - EPAGE. 
La qualité des cours d’eau peut être consultée sur un site dédié géré par les agences de l’eau et l’Agence française pour la biodiversité. 

### Climat
Pour des articles plus généraux, voir Climat du Grand Est et Climat de la Marne.
En 2010, le climat de la commune est de type climat océanique dégradé des plaines du Centre et du Nord, selon une étude du Centre national de la recherche scientifique s'appuyant sur une série de données couvrant la période 1971-2000. En 2020, Météo-France publie une typologie des climats de la France métropolitaine dans laquelle la commune est exposée à un climat océanique altéré et est dans la région climatique  Nord-est du bassin Parisien, caractérisée par un ensoleillement médiocre, une pluviométrie moyenne régulièrement répartie au cours de l’année et un hiver froid (3 °C). 
Pour la période 1971-2000, la température annuelle moyenne est de 10,4 °C, avec une amplitude thermique annuelle de 15,1 °C. Le cumul annuel moyen de précipitations est de 805 mm, avec 12,6 jours de précipitations en janvier et 8,3 jours en juillet. Pour la période 1991-2020, la température moyenne annuelle observée sur la station météorologique de Météo-France la plus proche, « Esternay-Man », sur la commune d'Esternay à 18 km à vol d'oiseau, est de 10,9 °C et le cumul annuel moyen de précipitations est de 780,5 mm. 
La température maximale relevée sur cette station est de 42,5 °C, atteinte le 25 juillet 2019 ; la température minimale est de −25 °C, atteinte le 14 février 1956,,. 
Les paramètres climatiques de la commune ont été estimés pour le milieu du siècle (2041-2070) selon différents scénarios d'émission de gaz à effet de serre à partir des nouvelles projections climatiques de référence DRIAS-2020. Ils sont consultables sur un site dédié publié par Météo-France en novembre 2022.

### Milieux naturels et biodiversité
L'Inventaire national du patrimoine naturel (INPN) recense 427 espèces sur le territoire de la commune, dont 70 espèces protégées et 29 espèces menacées. Talus-Saint-Prix compte deux zones naturelles d'intérêt écologique, faunistique et floristique (ZNIEFF) de type I, au sein d'une zone importante pour la conservation des oiseaux,.
À l'est de la commune, la ZNIEFF « Les Marais de Saint-Gond » s'étend sur environ 3 200 hectares et 13 communes marnaises, dont Talus-Saint-Prix. Dans la vallée du Petit Morin, elle accueille des tourbières alcalines particulièrement importantes du point de vue environnemental. En matière de flore, 43 espèces rares ou protégées y sont présentes. En matière de faune, le site est particulièrement favorable aux amphibiens, aux lépidoptères, aux odonates et aux oiseaux.
Au centre et à l'ouest de la commune, la ZNIEFF des « étangs et bois de l'Homme Blanc et des Quatre Bornes à Corfélix et Talus-Saint-Prix » s'étend sur 242 hectares entre Talus-Saint-Prix et Corfélix. Elle comprend deux étangs et des zones marécageuses également situées dans la vallée du Petit Morin. Les pentes accueillent une chênaie mésoneutrophile à mésotrophe tandis que les bordures des ruisseaux et le fond du vallon sont occupés par une aulnaie-frênaie et une aulnaie marécageuse de pente sur tourbe carbonatée. Autour des ruines de Colléard, sur le territoire de Talus-Saint-Prix, on trouve un taillis de menthe sylvestre, peu fréquente dans la Marne. Parmi la faune, on peut noter la présence du phragmite des joncs et du pic mar, rares dans cette région.

## Urbanisme

### Typologie
Au 1er janvier 2024, Talus-Saint-Prix est catégorisée commune rurale à habitat dispersé, selon la nouvelle grille communale de densité à sept niveaux définie par l'Insee en 2022.
Elle est située hors unité urbaine et hors attraction des villes,.

### Occupation des sols
L'occupation des sols de la commune, telle qu'elle ressort de la base de données européenne d’occupation biophysique des sols Corine Land Cover (CLC), est marquée par l'importance des territoires agricoles (56 % en 2018), une proportion identique à celle de 1990 (56 %). La répartition détaillée en 2018 est la suivante : terres arables (37,7 %), forêts (36,1 %), prairies (11,2 %), cultures permanentes (7 %), zones urbanisées (4 %), zones humides intérieures (3,9 %).
L'évolution de l’occupation des sols de la commune et de ses infrastructures peut être observée sur les différentes représentations cartographiques du territoire : la carte de Cassini (XVIIIe siècle), la carte d'état-major (1820-1866) et les cartes ou photos aériennes de l'IGN pour la période actuelle (1950 à aujourd'hui).

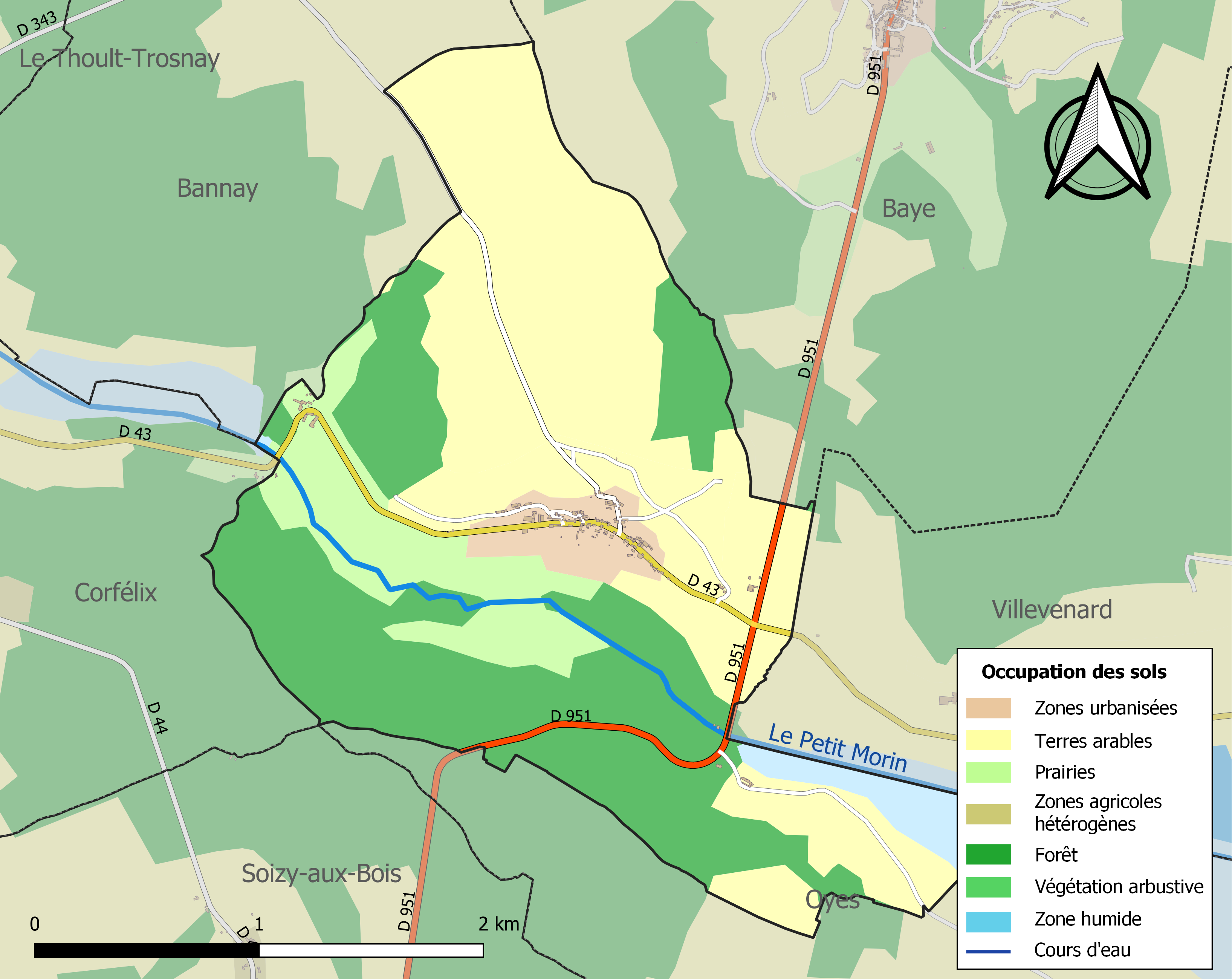
Carte des infrastructures et de l'occupation des sols de la commune en 2018 (CLC).

### Morphologie rurale, hameaux et écarts
Le village de Talus prend globalement la forme d'un village-rue autour de la route départementale 43 (Grande Rue).
La commune comprend également les hameaux et écarts suivants : Bellevue (à l'ouest du village), le Reclus autour de l'ancienne abbaye (plus à l'ouest) et Saint-Prix (au sud-est).

### Planification
Les règles d'urbanisme sur le territoire de Talus-Saint-Prix sont déterminées par le schéma de cohérence territoriale d'Épernay et sa Région (SCoTER) approuvé le 5 décembre 2018 et par le règlement national d'urbanisme prévu par le Code de l'urbanisme.

### Habitat et logement
En 2022, Talus-Saint-Prix compte 54 logements. Ces logements sont à 98 % des maisons ; la commune ne comptant qu'un seul appartement. En raison de la prévalence des maisons, les résidences principales de Talus-Saint-Prix disposent en moyenne de 5 pièces.
Le tableau ci-dessous présente une comparaison de quelques indicateurs chiffrés du logement pour Talus-Saint-Prix, la communauté de communes des Paysages de la Champagne (CCPC), le département de la Marne et la France entière :
|                                                            | Talus-Saint-Prix | CCPC   | Marne   | France     |
| ---------------------------------------------------------- | ---------------- | ------ | ------- | ---------- |
| Ensemble des logements                                     | 54               | 11 520 | 302 456 | 37 527 880 |
| Part des résidences principales (en %)                     | 79,9             | 80,7   | 87,5    | 82,3       |
| Part des résidences secondaires (en %)                     | 3,7              | 6,1    | 3,5     | 9,7        |
| Part des logements vacants (en %)                          | 16,4             | 13,1   | 9,0     | 8,0        |
| Part des propriétaires de leur résidence principale (en %) | 58,1             | 76,9   | 52,4    | 57,5       |

À Talus-Saint-Prix, en 2022, 79,9 % des logements sont des résidences principales, 3,7 % des résidences secondaires et 16,4 % des logements vacants. Par ailleurs, 58,1 % des ménages sont propriétaires de leur résidence principale.
Parmi les 43 résidences principales construites avant 2020, 25,6 % avaient été construites avant 1919, 11,6 % entre 1919 et 1945, 30,2 % entre 1946 et 1970, 20,9 % entre 1971 et 1990, 4,7 % entre 1991 et 2005 et 7 % entre 2006 et 2019.
Le tableau ci-dessous présente l'évolution du nombre de logements sur le territoire de la commune, par catégorie, depuis 1968 :
|                        | 1968 | 1975 | 1982 | 1990 | 1999 | 2006 | 2011 | 2016 | 2022 |
| ---------------------- | ---- | ---- | ---- | ---- | ---- | ---- | ---- | ---- | ---- |
| Résidences principales | 35   | 35   | 29   | 31   | 35   | 41   | 41   | 47   | 43   |
| Résidences secondaires | 7    | 12   | 18   | 18   | 16   | 2    | 1    | 3    | 2    |
| Logements vacants      | 9    | 5    | 8    | 1    | 6    | 13   | 7    | 4    | 9    |
| Total                  | 51   | 52   | 55   | 50   | 57   | 56   | 49   | 54   | 54   |

### Voies de communication et transports
La principale voie de communication passant par Talus-Saint-Prix est la route départementale 951 (ancienne route nationale 51) entre Épernay au nord et Sézanne au sud. Le village est relié à cette route par la route départementale 43, qui rejoint Montmirail vers l'ouest à Fère-Champenoise vers l'est.
L'automobile a une place importante dans les déplacements. Ainsi, en 2022, 95,3 % des ménages de la commune disposent d'au moins une voiture (dont 30,2 % comptent deux voitures ou plus) et 75,6 % des actifs se rendent sur leur lieu de travail en voiture ou en camion (13,3 % ne se déplacent pas et 8,9 % se déplacent à pied).

### Risques naturels et technologiques
Le territoire de Talus-Saint-Prix est vulnérable à différents risques naturels. La commune n'est pas dans l'obligation d'élaborer et publier un document d'information communal sur les risques majeurs, ni un plan communal de sauvegarde.
La commune est concernée par les risques de mouvements de terrain et par le risque d'inondation, notamment par remontée de nappe. Selon le Dossier départemental des risques majeurs, le Petit Morin (qui traverse la commune) et le Grand Morin « très réactifs aux épisodes pluvieux, entraînent une montée des eaux rapide et une submersion de courte durée ». La commune a fait l'objet d'un arrêté reconnaissant l'état de catastrophe naturelle pour des inondations et/ou coulées de boue en 1999. 
Talus-Saint-Prix est affectée par le phénomène de retrait-gonflement des argiles (risque moyen). Le risque sismique est très faible sur son territoire. De même, le potentiel radon de la commune est faible.
Aucun risque technologique n'est identifié sur son territoire.

## Toponymie
La commune s'appelle originellement Saint-Prix.
| Durant la Révolution, pour suivre le décret de la Convention du 25 vendémiaire an II invitant les communes ayant des noms pouvant rappeler les souvenirs de la royauté, de la féodalité ou des superstitions, à les remplacer par d'autres dénominations, la commune de Saint-Prix change de nom pour Commune-de-la-Marne, puis Pont-Morin. |

Par des arrêtés du 29 juillet 1900 et du 27 octobre 1900, la commune de Saint-Prix, déserte, voit ajouter à son nom celui de son hameau populeux, Talus, devenant Talus-Saint-Prix.
Saint-Prix est attesté sous les formes : Sanctus Prejectus (1124-1130) ; Usque ad pontem Sancti Prejecti (1227) ; La vile do Pont de Saint-Prier (1252) ; La chauciée dou pont à Saint-Prei (1253) ; Saint-Prey (1280) ; Sanctus Prajectus (1284) ; Saint-Preiz (1304) ; Saint-Pris (1493) ; Saint-Prix (1518) ; Pons Sancti Prieri (XVIe siècle) ; Sainct Prilx (1664) ; Pont-Saint-Prix (XVIIIe siècle) ; Saint-Prix-les-Hameaux (1834) ; Saint-Prix ou Pont-Saint-Prix (1860). Saint-Prix est un hagiotoponyme qui fait référence à Priest de Clermont.[réf. nécessaire]
Talus, principal hameau de la commune, est attesté sous les formes : Talus (vers 1144) ; Taluz (1168) ; Talus super Morain (1168) ; Talü, Taly (vers 1222) ; Le Talus (1509) ; Tallus (1526) ; Toillus (1556) ; Thalu, Thalus (1629) ; Tallu (1860).

## Histoire

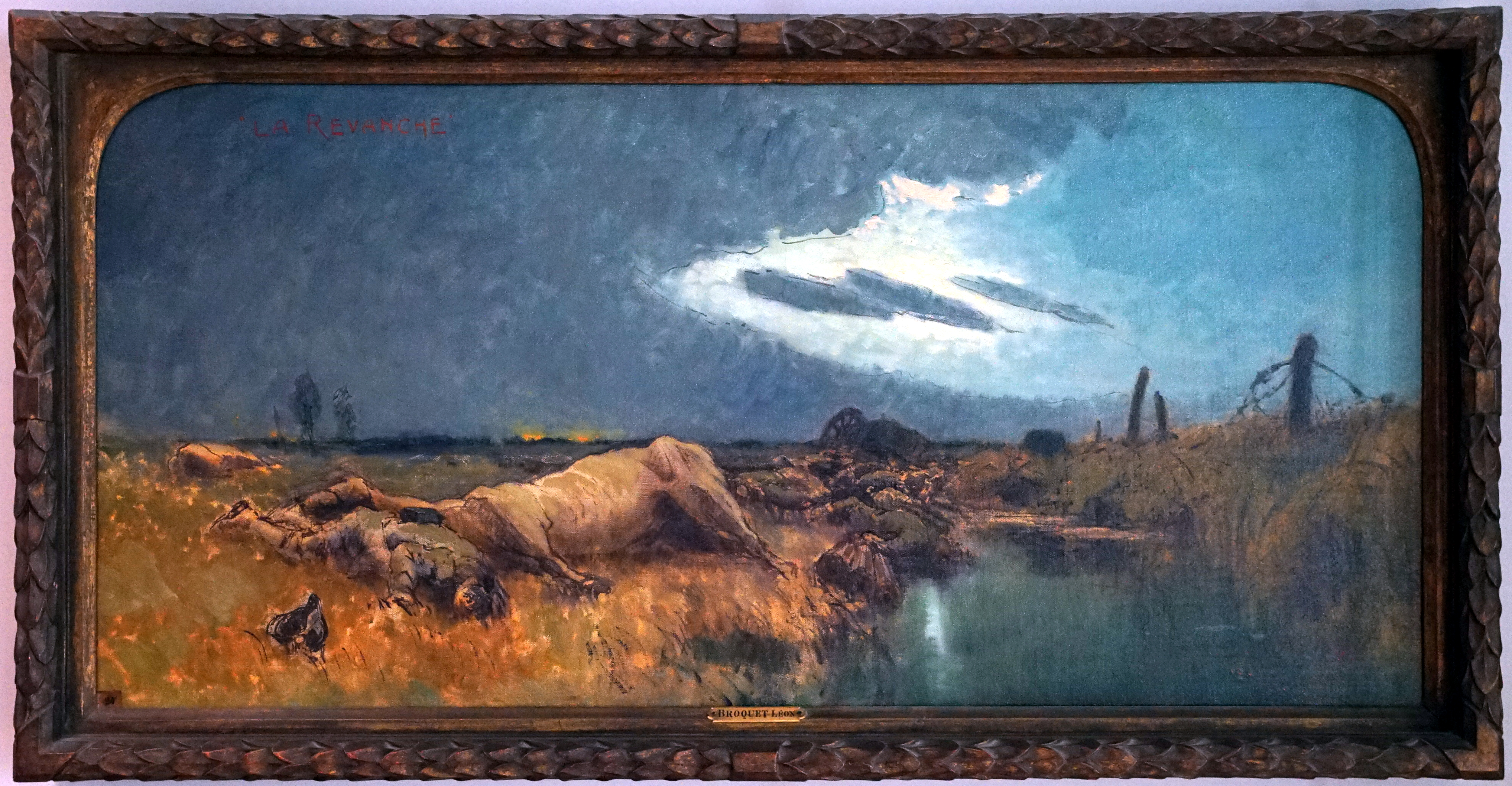
Talus-Saint-Prix, La revanche, bataille de la Marne en 1914 par Léon Broquet.

Saint-Prix et Talus sont attestés depuis le XIIe siècle,, même si l'église de Saint-Prix est plus ancienne (XIe siècle),. Au cours du même siècle, en 1142, Bernard de Clairvaux y fonde l'abbaye Notre-Dame du Reclus.
Le village de Saint-Prix est détruit pendant les guerres de Religion. En 1567, l'église est incendiée et l'abbaye est en partie détruite par les Huguenots.
Sous l'Ancien Régime, Saint-Prix dépend de l'élection de Sézanne et suit la coutume de Meaux. Son église dépend quant à elle du doyenné de Sézanne dans le diocèse de Troyes.
À la Révolution française, la commune de Saint-Prix est créée. L'abbaye est déclarée bien national et vendue ; elle servira longtemps de bâtiment agricole.
En 1900, la commune prend le nom de Talus-Saint-Prix en référence à son hameau le plus peuplé.

## Politique et administration

### Rattachements administratifs et électoraux

#### Rattachements administratifs
La commune se trouve dans l'arrondissement d'Épernay au sein du département de la Marne et de la région Grand Est.
Elle faisait partie depuis 1793 du canton de Montmort-Lucy. Dans le cadre du redécoupage cantonal de 2014 en France, cette circonscription administrative territoriale a disparu, et le canton n'est plus qu'une circonscription électorale.

#### Rattachements électoraux
Pour les élections départementales, la commune fait partie depuis 2014 du canton de Dormans-Paysages de Champagne.
Pour l'élection des députés, elle fait partie de la troisième circonscription de la Marne.

### Intercommunalité
Talus-Saint-Prix était membre de la communauté de communes de la Brie des Étangs, un établissement public de coopération intercommunale (EPCI) à fiscalité propre créé en 2003 et auquel la commune avait transféré un certain nombre de ses compétences, dans les conditions déterminées par le Code général des collectivités territoriales.
Dans le cadre des dispositions de la loi portant nouvelle organisation territoriale de la République du 7 août 2015, qui prévoit que les établissements publics de coopération intercommunale (EPCI) à fiscalité propre doivent avoir un minimum de 15 000 habitants, cette intercommunalité a fusionné avec ses voisines pour former, le 1er janvier 2017, la communauté de communes des Paysages de la Champagne, dont est désormais membre la commune.
Talus-Saint-Prix est par ailleurs membre de deux EPCI sans fiscalité propre : le SIVU d'études et d'aménagement des Marais de Saint-Gond et le syndicat mixte intercommunal scolaire de Sézanne.

### Liste des maires

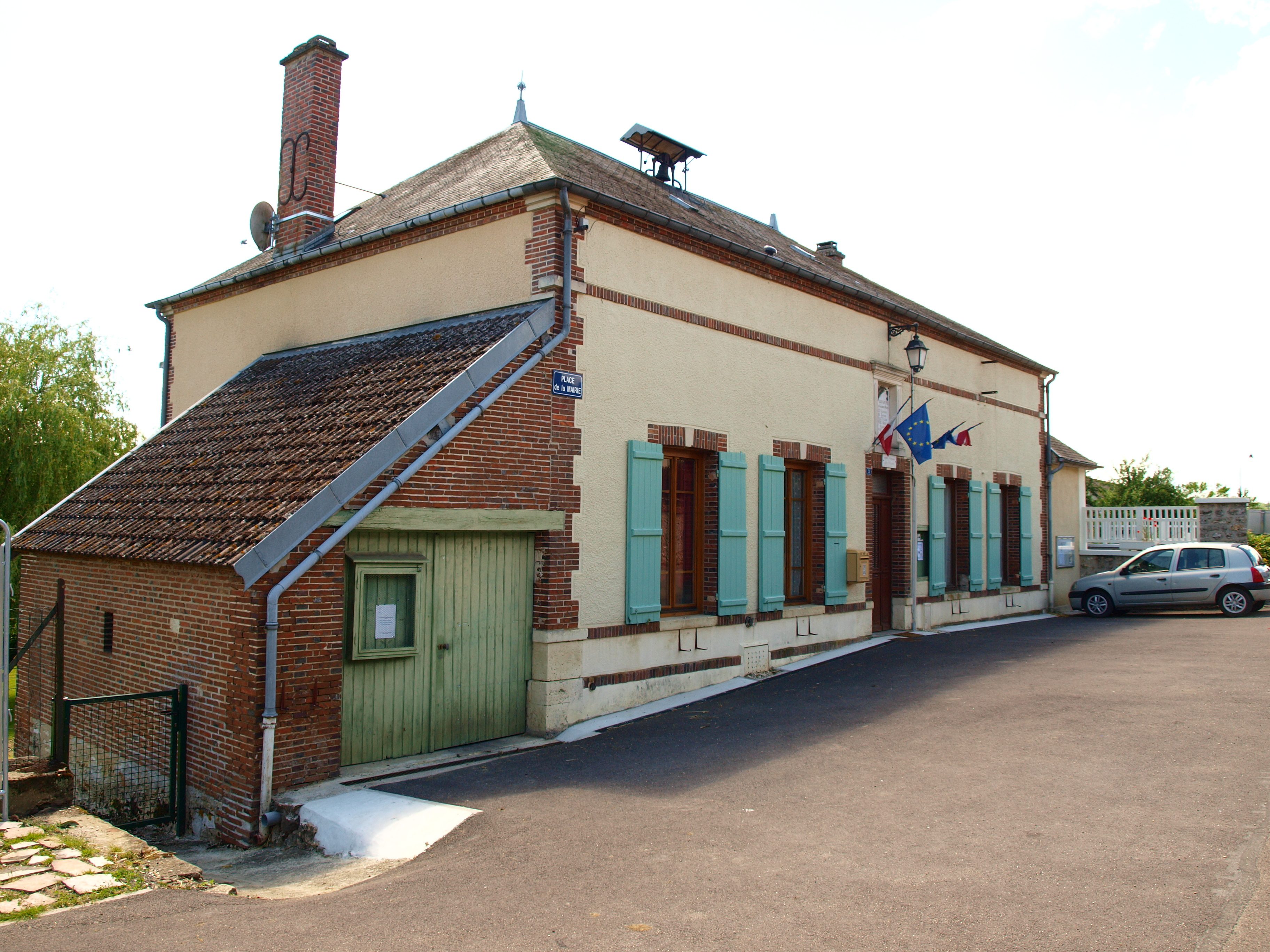
La mairie de Talus-Saint-Prix.

| Période                                  | Période                      | Identité                   | Étiquette | Qualité                              |
| ---------------------------------------- | ---------------------------- | -------------------------- | --------- | ------------------------------------ |
| Les données manquantes sont à compléter. |                              |                            |           |                                      |
| avant 1981                               | ?                            | Alix Férat                 |           |                                      |
| 1983                                     | 2007                         | Roger Joly                 |           | Enseignant Décédé en cours de mandat |
| 2008                                     | En cours (au 4 juillet 2014) | Didier Poupinel-Descambres |           | Réélu pour le mandat 2014-2020       |

### Jumelages
Au 1er janvier 2023, Talus-Saint-Prix n'est jumelée avec aucune ville.

## Équipements et services publics

### Eau et déchets
L'approvisionnement en eau potable et l'assainissement des eaux usées sont des compétences de la communauté de communes des Paysages de la Champagne. La commune de Talus-Saint-Prix est alimentée en eau potable par les captages du Thoult-Trosnay. La production et la distribution d'eau potable font l'objet d'une délégation de service public confiée à Suez jusqu'en 2029. Talus-Saint-Prix accueille une station d'épuration à filtre à roseau et filtre à sable d'une capacité de 125 équivalent-habitants sur son territoire. L'assainissement collectif y est assuré en régie par la communauté de communes.
La communauté de communes est également compétente en matière de déchets. La collecte des ordures ménagères résiduelles et des déchets recyclables est réalisée en porte à porte. La communauté de commune adhérant au syndicat de valorisation des ordures ménagères de la Marne (SYVALOM), ces déchets sont amenés au centre de transfert départemental de Pierry puis valorisés sur le site de La Veuve. La collecte du verre et des textiles se fait en apport volontaire. La communauté de communes met par ailleurs six déchèteries à disposition de ses habitants, accessibles après création d'une carte d'accès : à Châtillon-sur-Marne, Damery-Venteuil, Fèrebrianges, Mareuil-le-Port, Montmort-Lucy et Trélou-sur-Marne.

### Enseignement
Talus-Saint-Prix fait partie de l'académie de Reims.
Les enfants de Talus-Saint-Prix sont accueillis au sein des écoles de Congy. Installées rue des Prés, les écoles sont fréquentées par 37 élèves de maternelle et 57 élèves d'élémentaire (chiffres 2024-2025)
Les jeunes de Talus-Saint-Prix sont ensuite rattachés au collège Lucie Aubrac de Montmort-Lucy et au lycée La Fontaine du Vé de Sézanne.

### Postes et télécommunications
Une boîte aux lettres de La Poste se trouve sur le territoire de la commune, dans la Grande Rue. Le bureau de poste le plus proche est l'agence communale de Baye, à environ 3 km de Talus-Saint-Prix.

### Justice, sécurité et secours
Du point de vue judiciaire, Talus-Saint-Prix relève du conseil de prud'hommes d'Épernay, du tribunal de commerce de Reims, du tribunal judiciaire, du tribunal paritaire des baux ruraux et du tribunal pour enfants de Châlons-en-Champagne, dans le ressort de la cour d'appel de Reims. Pour le contentieux administratif, la commune dépend du tribunal administratif de Châlons-en-Champagne et de la cour administrative d'appel de Nancy.
Talus-Saint-Prix est située en secteur Gendarmerie nationale et dépend de la brigade d'Étoges.
En matière d'incendie et de secours, le centre d'incendie et de secours le plus proche est celui de Montmort, rattaché au Service départemental d'incendie et de secours (SDIS) de la Marne.

## Population et société

### Démographie
L'évolution du nombre d'habitants est connue à travers les recensements de la population effectués dans la commune depuis 1793. Pour les communes de moins de 10 000 habitants, une enquête de recensement portant sur toute la population est réalisée tous les cinq ans, les populations de référence des années intermédiaires étant quant à elles estimées par interpolation ou extrapolation. Pour la commune, le premier recensement exhaustif entrant dans le cadre du nouveau dispositif a été réalisé en 2005.

En 2022, la commune comptait 105 habitants, en évolution de −4,55 % par rapport à 2016 (Marne : −1,19 %, France hors Mayotte : +2,11 %).
| 1793 | 1800 | 1806 | 1821 | 1831 | 1836 | 1841 | 1846 | 1851 |
| ---- | ---- | ---- | ---- | ---- | ---- | ---- | ---- | ---- |
| 158  | 169  | 181  | 168  | 190  | 188  | 212  | 223  | 224  |

| 1856 | 1861 | 1866 | 1872 | 1876 | 1881 | 1886 | 1891 | 1896 |
| ---- | ---- | ---- | ---- | ---- | ---- | ---- | ---- | ---- |
| 233  | 231  | 230  | 221  | 238  | 225  | 236  | 216  | 221  |

| 1901 | 1906 | 1911 | 1921 | 1926 | 1931 | 1936 | 1946 | 1954 |
| ---- | ---- | ---- | ---- | ---- | ---- | ---- | ---- | ---- |
| 216  | 216  | 186  | 156  | 160  | 150  | 133  | 113  | 130  |

| 1962 | 1968 | 1975 | 1982 | 1990 | 1999 | 2005 | 2006 | 2010 |
| ---- | ---- | ---- | ---- | ---- | ---- | ---- | ---- | ---- |
| 125  | 110  | 96   | 75   | 75   | 84   | 105  | 107  | 108  |

| 2015 | 2020 | 2022 | - | - | - | - | - | - |
| ---- | ---- | ---- | - | - | - | - | - | - |
| 111  | 105  | 105  | - | - | - | - | - | - |

### Sports et loisirs
Le sentier de grande randonnée de pays de la « Haute Vallée du Petit Morin » passe au nord du village et devant l'abbaye du Reclus.
Le domaine des Forges propose des activités de pêche, notamment à la truite, dans ses étangs et ruisseaux,.

### Cultes
Pour le culte catholique, Talus-Saint-Prix dépend de la paroisse Saint-Alpin - Le Surmelin, au sein du diocèse de Châlons-en-Champagne.

### Médias
La presse écrite régionale comprend le quotidien L'Union et l'hebdomadaire L'Hebdo du vendredi.
Parmi les stations de radio locales, il est possible de citer Ici Champagne-Ardenne et Champagne FM.

## Économie

### Revenus de la population et fiscalité
Pour des raisons de secret statistique, le revenu disponible par unité de consommation et le taux de pauvreté à Talus-Saint-Prix ne sont pas communiqués par l'Insee,
À titre de contexte, le revenu disponible par unité de consommation est de 24 050 € pour la communauté de communes des Paysages de la Champagne, de 22 830 € pour le département de la Marne et de 23 080 € pour la France métropolitaine.

### Emploi
Talus-Saint-Prix appartient à la zone d'emploi de Romilly-sur-Seine.
En 2022, le taux d'activité des 15-64 ans est de 73,9 %, inférieur à celui de la communauté de communes (80,3 %) mais proche de celui du département (74,6 %) et de la France métropolitaine (75,3 %). Pour cette même catégorie de population, le taux de chômage est de 11,8 % contre 7,5 % pour la communauté de communes, 11,8 % pour la Marne et 11,3 % pour la France métropolitaine.
En 2022, Talus-Saint-Prix compte 39 emplois, dont 63,4 % de salariés et 36,6 % de non-salariés. Avec 45 actifs y résidant, la commune a alors un indicateur de concentration d'emploi de 85,6. Dans les faits, 33,3 % des actifs résidant à Talus-Saint-Prix y travaillent tandis que 66,7 % travaillent dans une autre commune (contre 50 % chacun en 2011).

### Entreprises, commerces et agriculture
En 2022, la commune compte 12 établissements économiquement actifs (hors agriculture). L'Insee n'y recense aucun commerce en 2024.
En 2020, Talus-Saint-Prix compte 16 exploitations agricoles, pour une surface agricole utilisée de 38 hectares et 20 emplois à temps plein. Selon l'Agreste, la production agricole de la commune est spécialisée dans la viticulture. Talus-Saint-Prix fait en effet partie des appellations d'origine contrôlée « champagne » et « coteaux-champenois ».

## Culture locale et patrimoine

### Lieux et monuments
La commune compte deux ou trois monuments historiques.
L'église Saint-Prix est classée monument historique par arrêté du 31 mars 1916. L'édifice date des XIe et XIIe siècles. Son plan est simple avec un unique vaisseau (dont les parties basses remontent au XIe siècle) et une abside en cul-de-four (du XIIe siècle). Son portail ouest est surmonté d'un linteau du XIe siècle, où figurent un soleil et deux rosaces. Son clocher en bois a été reconstruit après l'incendie de 1567. Il s'agit de l'une des églises romanes les plus anciennes du département de la Marne. Elle renfermait une statue en bois de la Vierge à l'Enfant du début du XIVe siècle, inscrite en tant qu'objet aux  monuments historiques et désormais située dans la mairie. 
L'ancienne abbaye Notre-Dame du Reclus date des XIIe siècle et XIIIe siècle. Le bâtiment abbatial et la chapelle ont été reconstruits entre 1767 et 1770. Une partie des vestiges du cloître, la chapelle et l'extérieur du bâtiment abbatial sont inscrits au titre des monuments historiques depuis 1968 tandis que l'aile orientale du cloître est classée depuis 2012. Elle abrite l'« unique sacristie médiévale d'une abbaye cistercienne encore conservée en Champagne-Ardenne ». Propriété privée, l'ancienne abbaye accueille des gîtes, des événements privés et des manifestations culturelles.
Le dolmen ou l'allée couverte du Reclus est une sépulture datant du chalcolithique, classée monument historique en 1930,,. Si le ministère de la Culture indique que le monument se trouve à Talus-Saint-Prix,, il est en réalité situé — contrairement à l'abbaye du Reclus — sur la commune voisine de Bannay.

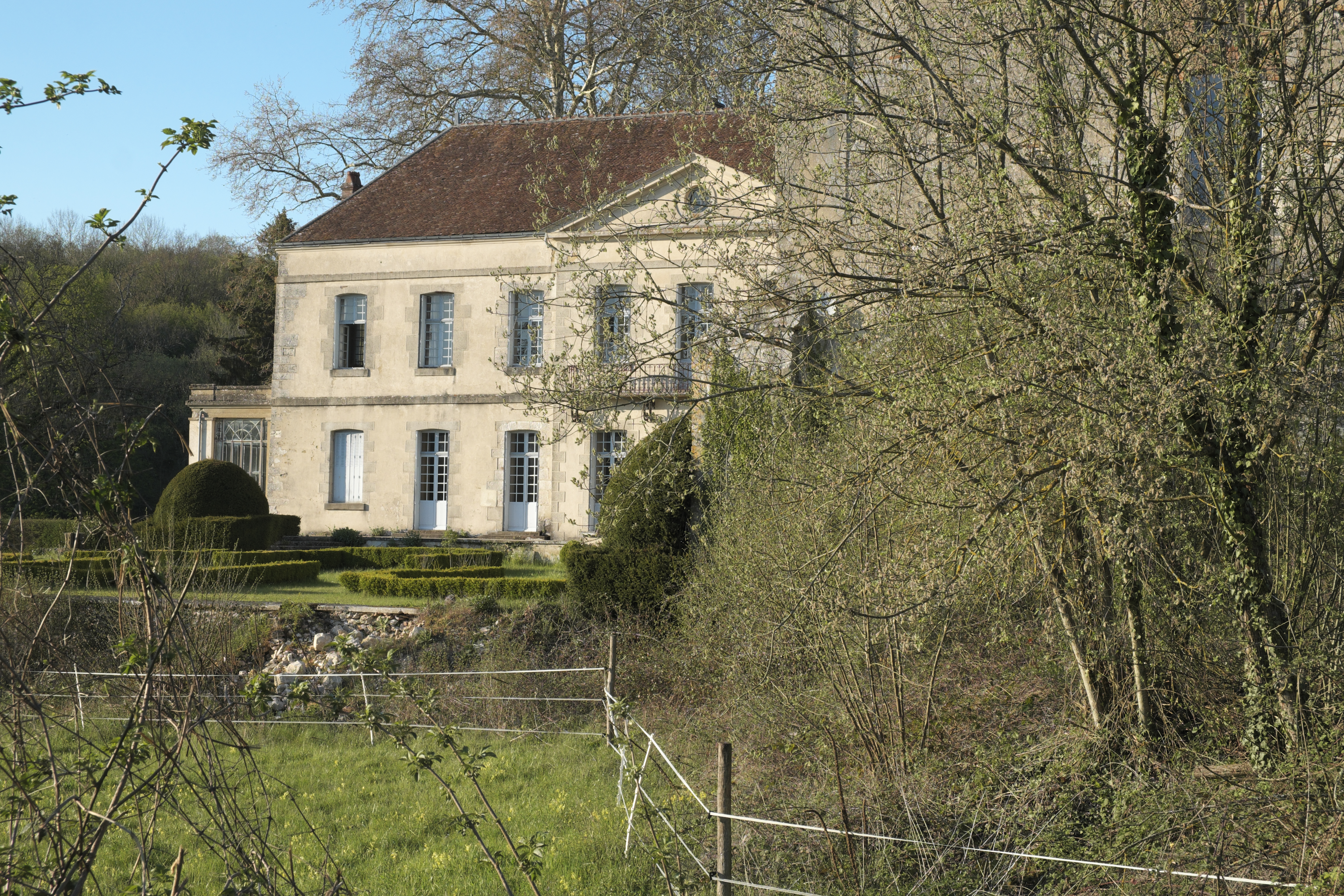
L'abbaye.
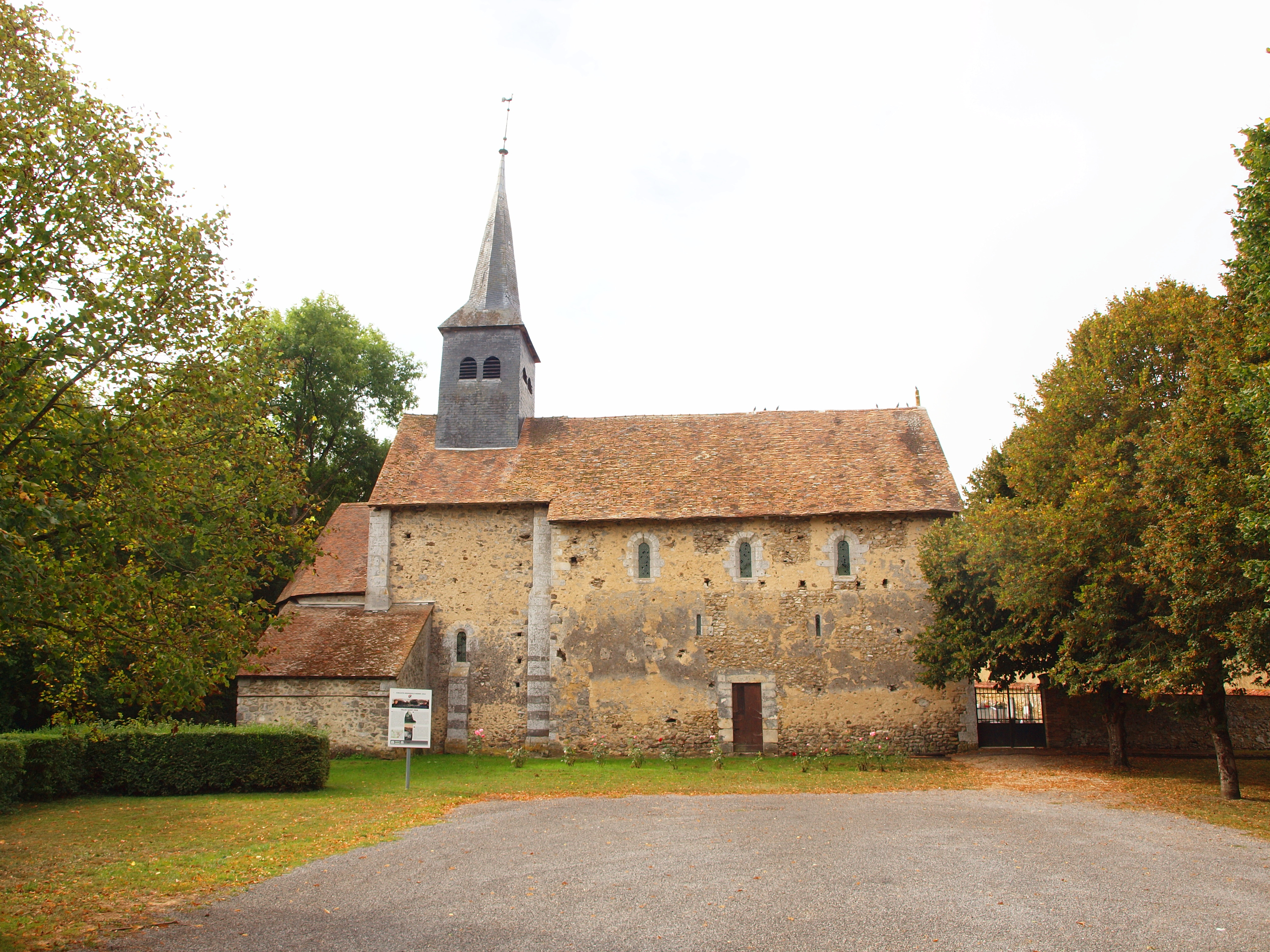
L'église Saint-Prix.
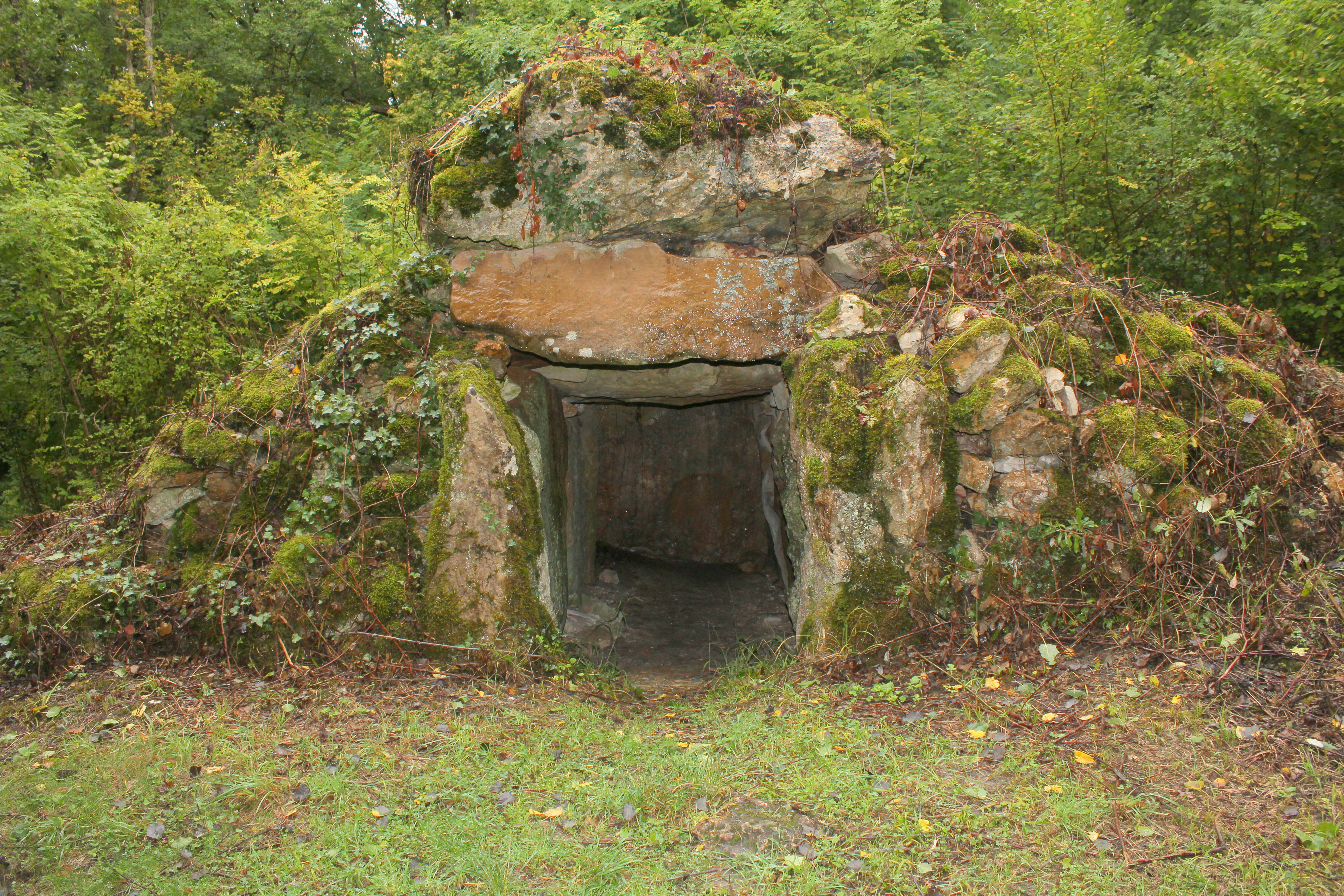
Le dolmen du Reclus.

### Personnalités liées à la commune
- Dom François Armand Gervaise (1660-1751), trappiste et historien français, est décédé à l'abbaye Notre-Dame du Reclus.